# روجر سميث (ممثل)
روجر سميث (بالإنجليزية: Roger Smith)‏ (مواليد 18 ديسمبر 1932 في كاليفورنيا - الوفاة 4 يونيو 2017)، هو ممثل ومنتج أمريكي بدأ مسيرته الفنية سنة 1956. درس في جامعة أريزونا. اشتهر بدور البطولة في مسلسل "77 Sunset Strip"، إلّا أنّه توقف بعد إصابته بمرضٍ عصبي في الثلاثينات من عمره. وهو زوج الممثلة آن مارغريت وقام بإدارة أعمالها الفنية.

## أعماله
- العمة مامي (1958)

## روابط خارجية
- روجر سميث على موقع IMDb (الإنجليزية)
- روجر سميث على موقع روتن توميتوز (الإنجليزية)
- روجر سميث على موقع ميوزك برينز (الإنجليزية)
- روجر سميث على موقع أول موفي (الإنجليزية)
- روجر سميث على موقع قاعدة بيانات الأفلام السويدية (السويدية)
- روجر سميث على موقع قاعدة بيانات الفيلم (الإنجليزية)